# Khovd
Khovd (mongol cyrillique : Ховд хот, Khovd Khot), parfois retranscrit Hovd, Chowd ou encore Kobdo, est la capitale de l'aïmag de Khovd, en Mongolie. Elle est située au pied des montagnes mongoles de l'Altaï, au bord de la rivière Busein Gol.
La ville a une population de 29 012 habitants (recensement 2010).
Khovd est connue dans toute la région pour sa récolte de pastèques vers la fin de l'été, ainsi que pour la qualité de ses produits saisonniers à base de viande. Seize groupes ethniques  vivent dans la province de Khovd, chacun possédant ses traditions littéraires, culturelles, artistiques et musicales propres. Les Khalkhas, les Zakhchin, les Torguts, les Dzoungars (en mongol: Өөлд), les Dörbets, les Myangad, les Uriankhai, les Monchog et les Kazakhs forment la majeure partie de la population de la province.
Le Khar Us Nuur (lac d'eau noire) est situé à environ 25 kilomètres à l'est de Khovd. À proximité, dans le soum de Mankhan, se trouvent les peintures rupestres de la grotte de Khoit Tsenkher, classées au patrimoine mondial de l'Unesco.